# Clubul Micilor Castane
Clubul Micilor Castane este un serial de desene animate difuzat de postul TV Minimax.

## Introducere
În Clubul Micilor Castane, copiii pot merge în aventuri cotidiene, împreună cu Lisa și prietenii ei, Căstănel, Balonaș, Forfecuță și Raza Soarelui. Personajele principale vor conduce pe cei mici în diferitele situații ale vieții, le ajută să tragă învățămintele poveștilor actuale, încununate cu melodiile ușor de reținut ale lui Ákos Dobrády. Caracterul lui Castanel, Balonaș, Forfecuța și Raza Soarelui sunt inspirate de cele patru elemente primordiale, pământul, aerul, apa și focul: personajele drăguțe, în costume, prin dialoguri spirituale și cu multă muzică, melodii ușor de reținut, se străduiesc să transmită copiilor cunoștințele, valorile legate de viața cotidiană.

## Personaje
- Lisa - Lisa este o fetiță vorbăreață, veselă. Singura deosebire de celelalte fetițe este înțelepciunea sa care depășește vârsta sa. Aceasta se manifestă și în raportul ei de prietenie cu ceilalți. Liza cântă foarte bine. La o fetiță de vârsta ei nu este ușor să faci totdeauna ceea ce este bine, dar cu ajutorul prietenilor săi și ascultând vocea inimii Lisa reușește și aceasta.
- Castanel - Castanel este reprezentantul Pământului. El este cel mai deștept și cel mai educat dintre membrii clubului. Pasiunea sa preferată este citirea, îi place liniștea și pacea. Uneori exagerează din cauza interesului său științific, face pe deșteptul însă este bun, drăguț, răbdător și prietenii săi sunt cei mai importanți pentru el.
- Balonaș - Balonaș este reprezentantul aerului și din mai multe puncte de vedere este ca și aerul. El este cel mai curat și inocent în Club. Nu se poate spune că Balonaș ar fi cel mai deștept, nici că ar fi foarte priceput, este mai bine naiv, credul, dar nu se supără ușor și entuziasmul lui sincer este aproape imposibil de oprit. În felul lui el este motorul companiei, fiind condus fără întrerupere de curiozitatea sa fără limite pentru cunoașterea lumii, chiar dacă nu înțelege tot din cele învățate.
- Forfecuță - Forfecuță reprezintă apa și este un crab cu cap fierbinte. Este o fire impulsivă, uneori chiar arțăgos. Îi plac jocurile gălăgioase, cu tunuri de apă, pistoale cu apă și baloane umplute cu apă. Cu toate că-l necăjește mult pe Balonaș, cu el se înțelege cel mai bine, și cu toate că încercă să ascunde acesta, și el are suflet bun și peste toate, este curios.
- Raza Soarelui - Raza Soarelui reprezintă focul, este o prințesă adevărată. Nu-i plac împrejurările nepotrivite, este predispusă la accese de furie. Acordă mare importanță apariției, îi place mult să strălucească ca Soarea însăși. Totodată prietenii săi știu bine că în realitate nu este proastă, din comentariile iscusite și puțin răutăcioase se poate afla că este un prieten bun.
- Mysterio - El este un spirit înțelept de mii de ani, care apare din când în când, când se ivesc probleme, care cunoaște totdeauna răspunsul! Prezența sa și sfaturile înțelepte scot totdeauna personajele noastre din încurcătură, le arată drumul potrivit, îmbibând evenimentele cu magie și farmec.

## Episoade
1. Flacăra luminării: Liza are își are ziua de naștere de 10 ani, prietenii mici se pregătesc la marele eveniment cu o turtă mare. Personajele noastre în acest episod, în legătură cu aprinderea luminării și cu ajutorul unui pompier amabil atrag atenția copiilor asupra importanței și pericolele focului. Veți afla îndată cum au reușit și cum au sărbătorit Castanele ziua de naștere a lui Liza. Uitați-vă la programul nostru!
2. Baloane de săpun: Prietenii noștri au început ziua cu gimnastică de dimineață, când, în urma unui accident, Balonas și-a pierdut memoria. Ceilalți au încercat în diferite feluri ca acesta să-și regăsească memoria, când au gândit că dacă ar vedea aerul e sigur că și-ar aduce aminte de tot. Dar cum să arăți la cineva aerul dacă acesta este invizibil? Vreți să știți? Atunci uitați-vă la  noi să cunoașteți prin aventuri importanța exercițiilor fizice și că ce însemnă capacitatea pulmonară! Distracție plăcută!
3. Semințele magice: Eroii noștri au devenit absorbiți de iarnă și au uitat să planteze florile. L-au chemat ajutor pe Mysterio, spiritul în vârstă de mii de ani, care le dă semințe magice, adăugând că plantele vor germina repede dacă le vor descoperi secretul. Trebuie să le stropiți des? Li se va asigura aer proaspăt și lumina soarelui? Oare care va fi soluția finală? În acest episod vom afla ce trebuie la plantarea florilor și faptul că în afară de apă și lumină plantele au nevoie și de iubire și de îngrijire.
4. Dansul ploilor: Castanel dorește puțină liniște și singurătate, de aceea se culcă pe pajiște și se uită la nori. Prietenii săi se alătură cu curiozitate și încep să discute despre vreme, ploaie și cum se naște ploaia. Castanel este trist pentru că simte ca Pământul, pe care-l reprezintă, nu participă la acest procedeu emoționant. Cum vor oare Liza și ceilalți dovedi lui Castanel că fără Pământ nu există viață și se oprește cursul lumii. În această parte vom găsi răspuns la toate acestea, personajele noastre discută aceste teme, cu multe învățăminte.
5. Praf de stele: Liza dorește să-și facă temele dar nu-și găsește caietul. Tema este foarte emoționantă, trebuie elaborat ce înseamnă expresia „Toți suntem din praf de stele”. Ce frază interesantă nu-i așa? Bineînțeles Mysterio le poate ajuta în aceasta, prietenii îl și cheamă. Între timp se găsește și caietul dar Forfecuță reușește din nou să facă o încurcătură, complicând astfel povestea noastră. În acest episod veți afla ce rol are sinceritatea, cum se rezolvă în fine problemele, ce se întâmplă cu datoria Lizei. În acest episod vom învăța despre începutul lumii, formarea Sistemului Solar și cele 8 planete.
6. Urme ciudate: În noul episod Forfecuță descoperă urme ciudate și începe să și analizeze acestea. Castanel este foarte bucuros că este liniște în sfârșit și poate să citească puțin. Pacea însă nu durează mult deoarece și ceilalți încep să investigheze cu mari emoții, la urmă găsesc o văcuță mică. Ce credeți, o vor duce la sfârșit acasă văcuța rătăcită? Sau vor căuta proprietarul acesteia? În ce loc plin de aventuri vor ajunge prietenii noștri? În acest episod vă vom povesti despre efectele fiziologice pozitive ale produselor lactate și că dragii noștri pot avea obiceiuri enervante, putem învăța cum să conviețuim cu acestea.
7. Momentele zilei: Vine seara, locuitorii Clubului, Balonaș, Forfecuță și Castanel tocmai se pregătesc la culcare când apare Liza cu mare zel, deoarece dorește să doarme împreună cu ei!  Bucuria este mare, deoarece planifică că vor petrece toate noaptea împreună. Deși Mama lui Liza i-a rugat să se ducă la pat la ora 8, cele 4 personaje neastâmpărate s-au uitat la filme, au dansat și s-au bătut cu pernele. Da numai 4! Deoarece numai Raza Soarelui a fost care a atras atenția celorlalți la diferența între noapte și zi și la importanța somnului.  În acest episod distractiv veți afla tot despre consecințele petrecerii, respectiv în ce și de ce a avut dreptate Raza Soarelui!
8. Dentistul: Povestea noastră se începe în Casa Clubului, unde personajele noastre tocmai mănâncă dulciuri. Turtă, prăjituri, ciocolată… nimic nu lipsea. Deodată Liza se ridică și fuge afară! Ceilalți încep să se sfătuiască, ce s-a putut întâmpla, ce are Liza? Nu au înțeles unde a dispărut și au început să se îngrijoreze. Când după un scurt timp Liza s-a întors, își avea obrazul umflat și vorbea sâsâit cumva. Poate că a mâncat prea multe dulciuri și-i dureau dinții! – au crezut ceilalți. Probabil Liza ar trebuie să meargă la dentist! Acesta este doar începutul problemelor, deoarece lui Liza îi e frică de dentist! Rămâneți cu noi și fiți atenți la noua aventură a Personajelor noștri, din care și voi veți afla că Dentistul vrea să ajute și nu vrea să vă facă rău, și cu aceasta nu doare deloc! Cum a reușit Liza să scape de durerea?
9. Tărăboi: Locuitorii Clubului Micilor Castane s-au trezit la o zi minunată, deoarece unchiul Lizei își are ziua de naștere - Liza dorește să-i facă surpriză cu un cadou super. Unchiul Lizei este dirijor, astfel Liza s-a gândit să-i facă cadou un cântec minunat, interpretat de toți, deoarece dirijorului îi plac foarte multe corurile. Din păcate nu a sunat bine cântecul. Liza cânta tot timpul fals, apreciat de ceilalți cu un râs nebunatic. Doar Liza este puțin tristă, îi e teamă că nu poate să facă surpriză la rudele său drag. Ceilalți au idea să-l cheme ajutor pe Mysterio. Ce credeți, oare Magicianul va fi capabil să rezolve și această problemă? Vor putea face surpriză la Domnul.